# 本間大輔
本間 大輔（ほんま だいすけ、1961年6月21日 - ）は広島県五日市出身のバスケットボール指導者。
五日市小学校卒業〜五日市中学校卒業して
高校からバスケットボール留学。
能代工業〜日体大〜熊谷組キャプテンとして日本リーグ1部、天皇杯で優勝して引退。引退後、上智大学にてH.コーチを26年指揮を取る。
詳細は戦績に記載。
1979年、能代工業での3年生の時、木村孝正、斉藤慎一、一方井泰彦と共に中心メンバーとして活躍、春の選抜大会、インターハイを制した。後に同校監督を務めた加藤三彦は1年後輩。
日本体育大学、熊谷組では共にキャプテンを務め全国優勝を果たした。全日本のメンバーにも選ばれた。現役引退後の1996年から会社員の傍ら、上智大学バスケットボールのコーチを務めている。
熊谷組  主将時、スーパーリーグ、オールジャパン初優勝など、高校、大学、社会人全ての大会で優勝を経験する。

## 戦績
- 1979年 春の選抜優勝大会 優勝 Best 5
- 1979年 大津インターハイ 優勝 Best 5
- 1980年 関東大学新人戦 優勝 Best 5
- 1981年 関東大学新人戦 優勝 Best 5
- 1983年 関東大学トーナメント優勝 Best 5 得点王
- 1983年 関東大学リーグ戦 優勝 MVP  得点王
- 1983年 インターカレッジ 準優勝 Best 5 得点王
- 1983年 アジアオセアニアカレッジチャンピオンシップ Best 5 得点王

ナショナルチーム
- 1980 アジアユース  バンコク
- 1983 ユニバーシアード カナダエドモントン
- 1985 ユニバーシアード 神戸

他、日本代表多数